# Den Atelier
Den Atelier és una sala de concerts a la ciutat de Luxemburg, al sud de Luxemburg. Està situada en el barri Hollerich, i té capacitat per a 1.200 persones. El nom és una amalgama de les dues llengües principals de Luxemburg: «atelier» del francès i «den» del luxemburguès. La sala ocupa el lloc d'un antic garatge de camions Renault.
La idea de fundar Den Atelier va ser motivada perquè als anys 90 no hi havia lloc a Luxemburg per a concerts internacionals de rock, rock alternatiu i música independent. Es volia crear un espai similar a l'Ancienne Belgique a Brussel·les, el Paradiso a Amsterdam o el Bataclan de París.
Des de la seva fundació el 1995, s'ha organitzat una sèrie d'actes de cartell de fama mundial, incloent els Arctic Monkeys, Tori Amos (dues vegades), Blue October, Blondie (dues vegades), Avril Lavigne, The Corrs, Cyndi Lauper, Good Charlotte, Megadeth (dues vegades), Motörhead, Muse, Wolfmother, My Chemical Romance, Simple Plan, Queens of the Stone Age (dues vegades), The Smashing Pumpkins, i Brandon Flowers.